# De verloren wereld
De verloren wereld  (oorspronkelijke titel: The lost world) is een sciencefictionroman van Michael Crichton uit 1995 en het vervolg op Jurassic Park (1990). Het boek gaat over een fictief eiland voor de Zuid-Amerikaanse kust, genaamd Site B, waar dinosauriërs in het wild leven.

## Verhaal
Blijkbaar is er naast Isla Nublar nog een tweede eiland (Site B) waar het bedrijf InGen de dinosaurussen eerst kweekte, voor ze naar het pretpark op het eerste eiland te brengen. Het eiland is echter vanaf de kust van Costa Rica bereikbaar, waar er opeens veel doden vallen. Wanneer een vriend van Ian Malcolm, genaamd Richard Levine, vermist wordt op Site B, gaat Malcolm er met een reddingsteam naartoe. Ze vinden er een uiterst gewonde en vermoeide Levine die helemaal opgaat in de wildernis.
Ondertussen arriveert een ander team van het concurrerende bedrijf BioSyn dat eieren wil stelen van de dinosaurussen. Wanneer ze een nest bereiken en eieren proberen te stelen, worden ze aangevallen door een tyrannosaurus. Ze slagen erin om een paar eieren mee te nemen, maar ze krijgen het heel moeilijk. Uiteindelijk raakt een deel van Malcolm zijn team van het eiland af via een boot.
Op het einde zegt Malcolm dat InGen een ziekte heeft gecreëerd die waarschijnlijk alle dino's op Site B zal doden.

## Ontwikkeling
Crichton was niet van plan om een tweede boek te schrijven, maar wegens het succes van de verfilming van het eerste deel en de belofte van Steven Spielberg dat hij het vervolg meteen ook zou laten verfilmen, besloot hij om toch een vervolg te schrijven.

## Verfilming
Net als zijn voorloper Jurassic Park, werd dit deel ook door Steven Spielberg verfilmd onder de titel The Lost World: Jurassic Park.